# NHL Hitz 2003
NHL Hitz 2003 es un videojuego de hockey sobre hielo publicado por Midway Games. Una versión fue desarrollada por Black Box Games y lanzada en Xbox, PlayStation 2, GameCube en 2002. La otra fue desarrollada por Exient Entertainment y lanzado en Game Boy Advance. Es el segundo juego de la serie NHL Hitz. La versión de Game Boy Advance se puede vincular con hasta otros tres sistemas para jugar con cuatro jugadores.

## Jugabilidad
Los jugadores tienen la opción de jugar tres períodos de uno, dos o tres minutos de duración. Para comenzar el juego, se elige un central, un extremo, un defensa y un portero para cada equipo. Antes de cada período, sustituir a los jugadores o simplemente dejarlos en el juego es una opción. Existe una opción para una regla de misericordia que terminará el juego tan pronto como el equipo alcance el límite de diferencia de goles. Por ejemplo, si la regla de misericordia se establece en cinco, tan pronto como un equipo lidera el juego por cinco goles, ese equipo gana automáticamente. También se puede establecer un objetivo, similar al tiempo extra. Otro matiz del juego es la opción de hacer que los jugadores que pierden peleas abandonen el juego. El juego también está destinado a ser principalmente un juego de estilo Arcade contundente con movimientos y acciones de los jugadores tremendamente exagerados. Por ejemplo, los jugadores pueden controlar a otros jugadores a través del cristal y hasta las gradas, pero no detendrán el juego. Además, los porteros pueden manejar el disco con palos y disparar a la otra red, a veces anotando. Además, las plantillas se reducen principalmente a titulares y favoritos de los fanáticos (como Tie Domi y Bob Probert), con muchos menos agentes libres. También hay muchos minijuegos para jugar.

### Modo franquicia
El torneo consiste en completar objetivos en el juego para conseguir puntos de experiencia, que son como puntos de estadísticas. Cuando los jugadores ganan más, obtienen mejor equipamiento, como palos para mayor precisión y potencia, almohadillas de portero para un mejor control de los rebotes y más. Crean un equipo con el objetivo de unirse a la NHL, comienzan eligiendo el equipo, el logotipo, etc., y luego crean siete jugadores. A medida que el jugador progresa, vencer a los equipos hará que estos se vuelvan más difíciles, pero al mismo tiempo su equipo también mejorará. Cuando comiencen a ganar juegos, tres jugadores más eventualmente solicitarán unirse al equipo y el jugador podrá personalizarlos. Hay ocho rondas con 5-6 equipos en cada una alrededor del mundo. En las últimas rondas, el jugador se enfrentará a equipos y jugadores de la NHL y recibirá el trofeo si sale victorioso. Se enfrentan a una misión mundial, enfrentándose a equipos a nivel internacional en lugares como Brooklyn, Maui, Monte Carlo, Stockholm y Montego Bay.

### Temporada
Hay un modo de temporada disponible. Si el equipo controlado por jugadores se clasifica para ellos, comenzará un calendario completo de playoffs. Esta vez, sin embargo, hay más premios individuales otorgados por los creadores. También hay premios de final de temporada creados por los creadores del juego, como trofeos para el jugador que gane la mayor cantidad de peleas o haya dado más golpes.

## Recepción
El juego recibió críticas "favorables" en todas las plataformas excepto la versión Game Boy Advance, que recibió críticas "promedio", según el sitio web de agregación de reseñas Metacritic.